# Olympische Jugend-Sommerspiele 2018/Teilnehmer (Brasilien)
| Gelbes Symbol für Goldmedaillen mit stilisierten Olympischen Ringen | Graues Symbol für Silbermedaillen mit stilisierten Olympischen Ringen | Braundes Symbol für Bronzemedaillen mit stilisierten Olympischen Ringen |
| ------------------------------------------------------------------- | --------------------------------------------------------------------- | ----------------------------------------------------------------------- |
| 2                                                                   | 4                                                                     | 7                                                                       |

Die Jugend-Olympiamannschaft aus Brasilien für die III. Olympischen Jugend-Sommerspiele vom 6. bis 18. Oktober 2018 in Buenos Aires (Argentinien) bestand aus 79 Athleten.

## Athleten nach Sportarten

### Badminton
| Mädchen - Jaqueline Lima Einzel: 9. Platz Mixed: Bronze (im Team Theta) | Jungen - Fabrício Farias Einzel: 17. Platz Mixed: 5. Platz (im Team Epsilon) |

### Basketball
Jungen
- 3x3: 7. Platz
- Igor de Souza
- Aieser Pereira
Dunk: 6. Platz
- Matheus Alves
- Gabriel Souza

### Beachvolleyball
| Mädchen - Thamela Coradello Galil - Ana Carolina dos Santos 9. Platz | Jungen - João Pedro de Barros Moreira - Gabriel Zuliani 17. Platz |

### Bogenschießen
| Mädchen - Ana Luiza Caetano Einzel: 17. Platz Mixed: 9. Platz (mit Senna Roos Belgien) | Jungen - Mateus Almeida Einzel: 17. Platz Mixed: 17. Platz (mit Stefany Jerez Dominikanische Republik) |

### Boxen
Jungen
- Luiz Gabriel de Oliveira
Fliegengewicht: Bronze
- Kaue Belini
Weltergewicht: 5. Platz
- Keno Machado
Mittelgewicht: Gold

### Futsal
Jungen
- Gold
- Françoar Rodrigues
- Mateus
- Yuri Gavião
- Breno Bertoline
- Caio Carioca
- João Victor
- Matheus Moura
- Vitão
- Guilhermão
- Wesley Reinaldo

### Judo
| Mädchen - Eduarda Rosa Klasse bis 78 kg: Bronze Mixed: 9. Platz (im Team Singapur) | Jungen - João Santos Klasse bis 66 kg: 7. Platz Mixed: Bronze (im Team London) |

### Kanu
Jungen
- Diego do Nascimento
Kanu-Einer Sprint: 5. Platz
Kanu-Einer Slalom: disqualifiziert (Vorlauf)

### Leichtathletik
| Mädchen - Vitoria Jardim 100 m: 10. Platz - Letícia Lima 200 m: Bronze - Érica Cavalheiro 400 m: 4. Platz - Jéssica Moreira 400 m Hürden: 14. Platz - Letícia Belo 2000 m Hindernis: 15. Platz - Lissandra Campos Weitsprung: 8. Platz - Nerisnelia Sousa Dreisprung: 8. Platz - Rafaela de Sousa Kugelstoßen: 8. Platz - Bruna de Jesus Speerwurf: 9. Platz | Jungen - Lucas Rodrigues da Silva 100 m: 10. Platz - Lucas Vilar 200 m: Bronze - Douglas Mendes 400 m: 11. Platz - Pedro de Souza 800 m: 17. Platz - Lucas Leite 1500 m: 10. Platz - Marcos Ferreira 110 m Hürden: 5. Platz - Caio de Almeida 400 m Hürden: 8. Platz - Elton Petronilho Hochsprung: 5. Platz - Adrian Vieira Weitsprung: 4. Platz - Vitor Motin Diskuswurf: 5. Platz - Guilherme Moreira Speerwurf: 9. Platz - Bruno Nascimento 5 km Gehen: DNF |

### Moderner Fünfkampf
Mädchen
- Iêda Guimarães
Einzel: 16. Platz
Mixed: 10. Platz (mit Uladsislau Astrouski  Belarus)

### Radsport
- Eduarda Bordignon
- Wesley Moraes
BMX Freistil: 8. Platz
- Maite Barreto
- Vitor Marotta
BMX Rennen: 12. Platz

### Reiten
- Philip Botelho Greenlees
Springen Einzel: 16. Platz
Springen Mannschaft: 4. Platz (im Team Südamerika)

### Ringen
| Mädchen - Heloisa Martinez Freistil bis 43 kg: 8. Platz | Jungen - Igor De Queiroz Griechisch-römisch bis 92 kg: 5. Platz |

### Rudern
Jungen
- Marco de Graaff
Einer: 10. Platz

### Schwimmen
| Mädchen - 4 × 100 m Freistil: Silber 4 × 100 m Lagen: 4. Platz - Rafaela Raurich 100 m Freistil: 13. Platz 200 m Freistil: 6. Platz 400 m Freistil: 12. Platz 4 × 100 m Freistil Mixed: Silber - Ana Vieira 100 m Freistil: 18. Platz 200 m Freistil: 27. Platz 100 m Brust: 32. Platz 4 × 100 m Freistil Mixed: Silber - Fernanda de Goeij 50 m Rücken: 5. Platz 100 m Rücken: 15. Platz 200 m Rücken: 11. Platz 4 × 100 m Lagen Mixed: 12. Platz - Maria Pessanha 50 m Rücken: 18. Platz 100 m Rücken: 12. Platz 200 m Rücken: 12. Platz 100 m Schmetterling: 14. Platz 200 m Schmetterling: 6. Platz 200 m Lagen: 12. Platz 4 × 100 m Lagen Mixed: 12. Platz | Jungen - 4 × 100 m Freistil: Silber 4 × 100 m Lagen: DNS - André de Souza 50 m Freistil: 4. Platz 100 m Freistil: 4. Platz 4 × 100 m Freistil Mixed: Silber - Lucas Costa Peixoto 50 m Freistil: 11. Platz 100 m Freistil: 8. Platz 200 m Freistil: 10. Platz 4 × 100 m Freistil Mixed: Silber 4 × 100 m Lagen Mixed: 12. Platz - Murilo Sartori 200 m Freistil: 6. Platz 400 m Freistil: 14. Platz 800 m Freistil: 21. Platz - Vitor de Souza 50 m Brust: 5. Platz 100 m Brust: 10. Platz 200 m Brust: 12. Platz 4 × 100 m Lagen Mixed: 12. Platz |

### Segeln
| Mädchen - Giovanna Prada Windsurfen: 19. Platz | Jungen - Guilherme Hony Plentz Windsurfen: 18. Platz - Manoel dos Santos Neto Kiteboarding: 9. Platz |

### Taekwondo
Mädchen
- Sandy Macedo
Klasse bis 55 kg: Bronze

### Tennis
Jungen
- Gilbert Klier Junior
Einzel: Bronze 
Doppel: Viertelfinale (mit Nicolás Mejía  Kolumbien)
Mixed: Achtelfinale (mit Naho Satō  Japan)

### Tischtennis
| Mädchen - Bruna Takahashi Einzel: 5. Platz Mixed: 9. Platz | Jungen - Guilherme Teodoro Einzel: 9. Platz Mixed: 9. Platz |

### Triathlon
| Mädchen - Giovanna Lacerda Einzel: 14. Platz Mixed: 6. Platz (im Team Amerika 2) | Jungen - Pedro Boff Einzel: 20. Platz Mixed: 12. Platz (im Team Amerika 4) |

### Turnen

#### Gymnastik
| Mädchen - Laura Leonardo Einzelmehrkampf: 19. Platz Boden: 20. Platz Pferd: 34. Platz Stufenbarren: 15. Platz Schwebebalken: 17. Platz Mixed: 6. Platz (im Team Weiß) | Jungen - Diogo Soares Einzelmehrkampf: Bronze Boden: 14. Platz Pferd: 6. Platz Barren: 9. Platz Reck: Silber Ringe: 6. Platz Seitpferd: 7. Platz Mixed: 5. Platz (im Team Lila) |

#### Rhythmische Sportgymnastik
Mädchen
- Duda Arakaki
Einzel: 34. Platz
Mixed: 7. Platz (im Team Rot)

### Wasserspringen
Mädchen
- Anna dos Santos
Kunstspringen: 14. Platz
Turmspringen: 11. Platz
Mixed: 14. Platz (mit Dylan Vork  Niederlande)